# Список послов СССР и России в ЦАР
В статье представлен список послов СССР и России в Центральноафриканской Республике (с 1976 по 1979 — Центральноафриканской империи).

## Хронология дипломатических отношений
- 7 декабря 1960 г. — установлены дипломатические отношения на уровне посольств.
- 22—23 января 1980 г. — дипломатические отношения прерваны правительством СССР.
- 17 марта 1988 г. — восстановлены дипломатические отношения.

## Список послов
| Срок полномочий                    | Посол                           | Годы жизни | Вручение верительных грамот |
| ---------------------------------- | ------------------------------- | ---------- | --------------------------- |
| СССР                               |                                 |            |                             |
| 10 февраля 1965 — 20 августа 1968  | Максим Фёдорович Кучмин         | 1915—1972  | 28 февраля 1965             |
| 20 августа 1968 — 21 июля 1972     | Дмитрий Афанасьевич Зеленов     | 1918—1979  | 23 октября 1968             |
| 21 июля 1972 — 1 сентября 1978     | Евгений Николаевич Мельников    | 1925—1990  | 23 сентября 1972            |
| 1 сентября 1978 — 17 декабря 1980  | Алексей Фёдорович Наумов        | 1918—1998  | 18 августа 1981             |
| 25 сентября 1990 — 25 декабря 1991 | Юрий Севастьянович Балабанов    | 1937—2016  |                             |
| Российская Федерация               |                                 |            |                             |
| 25 декабря 1991 — 12 мая 1995      | Юрий Севастьянович Балабанов    | 1937—2016  |                             |
| 12 мая 1995 — 14 сентября 1999     | Борис Анатольевич Красников     | 1934—2008  |                             |
| 25 июля 2005 — 15 марта 2011       | Александр Владимирович Каспаров | 1945—2019  |                             |
| 15 марта 2011 — 15 января 2019     | Сергей Иванович Лобанов         | 1953—      | 10 июня 2011                |
| 15 января 2019 — 10 января 2022    | Владимир Ефимович Титоренко     | 1958—      | 13 марта 2019               |
| 10 января 2022 — наст. время       | Александр Михайлович Бикантов   | 1960—      | 9 апреля 2022               |